# Petrochelidon nigricans
Petrochelidon nigricans е вид птица от семейство Лястовицови (Hirundinidae).

## Разпространение
Видът е разпространен в Австралия, Индонезия, Източен Тимор, Папуа Нова Гвинея и Соломоновите острови.